# Iglesia de Santa Bárbara de Nexe

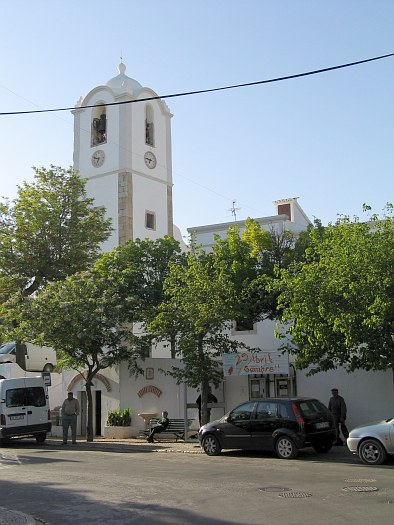
Aspecto exterior de la iglesia.

La Iglesia matriz de Santa Bárbara de Nexe (en portugués Igreja Matriz de Santa Bárbara de Nexe) es una iglesia matriz portuguesa en Santa Bárbara de Nexe (Faro), que constituye una de las principales iglesias rurales en Algarve. Se trata de una iglesia del siglo XIV ubicada en el sitio donde se encontraba una capilla anterior, donde ocurrían milagros. Se le realizaron remodelaciones en los siglos XVII y XVIII.
Es una iglesia de estilo neogótico con tres naves.